# Емел
Емел (Емин) (на китайски 额敏河, Émǐn hé; на казахски: Емìл; на руски: Эмель) е река протичаща в Синдзян-уйгурски автономен регион на Китай и Източноказахстанска област на Казахстан, вливаща се в езерото Алакол. Дължина 250 km, от които 180 km в Китай и 70 km в Казахстан. Площ на водосборния басейн 21 600 km².
Река Емел се образува от сливането на реките Караемел (лява съставяща) и Саръемел (дясна съставяща), водещи началото си от южните склонове на планината Тарбагатай, на 618 m н.в., на 23 km североизточно от китайския град Дурбулджин. Тече в посока запад-югозапад през полупустинни и пустинни необитаеми райони, с изключение на горното и течение, където е разположен град Дурбулджин и още няколко села. Влива се от североизток в езерото Алакол, на 348 m н.в., на казахстанска територия. Основни притоци: леви – Аксу, Кьоксу; десни – Джарсу, Иргийтъ.